# Rhadinaea sargenti
Rhadinaea sargenti là một loài rắn trong họ Rắn nước. Loài này được Dunn & Bailey mô tả khoa học đầu tiên năm 1939.